# Evaldo
Pour le footballeur né en 1983, voir Evaldo (football, 1983).
Evaldo dos Santos Fabiano, plus communément appelé Evaldo est un footballeur brésilien né le 18 mars 1982 à Rio Piracicaba, Brésil. Il évolue au poste de latéral-gauche au SCU Torreense.

## Carrière
Il commence sa carrière professionnelle au Clube Atlético Paranaense après être passé par les catégories de jeunes. En 2003, son dernier club brésilien avant de rejoindre l'Europe est le Democrata Futebol Clube. Il rejoint ensuite le FC Porto où il ne s'impose pas, il faut le dire, dans la remarquable saison 2003-2004 du FC Porto. Le 30 avril 2004, à l'occasion de l'avant-dernière journée du championnat sur la pelouse de Rio Ave, Evaldo entre à la 75e minute et dispute son unique match de championnat sous les couleurs du FC Porto. L'été 2004, Tonel et lui, furent inclus dans la transaction emmenant Pepe au FC Porto. Evaldo passe 4 saisons sur l'île de Madère à défendre les couleurs du Club Sport Marítimo. L'été 2008, il rejoint le club qui monte, le Sporting Braga, où il s'impose comme titulaire indiscutable sur le côté gauche de la défense durant ses deux saisons passées dans le Minho.

La consécration arrive l'été 2010 avec une signature dans un grand club du pays, le Sporting Portugal, qui débourse 3 millions d'euros pour sa venue. Le 26 août 2011, il inscrit son unique but de la saison, mais un but très important, le premier de la remontée du Sporting, vainqueur 3 à 0 sur la pelouse de Brøndby IF après avoir perdu 2 à 0 à domicile au match aller des barrages de Ligue Europa. Durant cette saison 2010-2011, Evaldo est titulaire indiscutable sur son côté gauche avec 47 matchs officiels disputés, dont 45 en tant que titulaire. En 2011-2012, Evaldo est titulaire lors des premiers matchs de la saison, mais perd sa place de titulaire à la suite de la venue d'Emiliano Insúa à son poste. Il inscrit deux nouveaux buts en Ligue Europa, contre Nordsjælland et le FC Vaslui. En manque de temps de jeu depuis l'arrivée d'Insúa à son poste, il est prêté en 2012-2013 au Deportivo La Corogne.